# Třída Friesland
Třída Friesland byla třída torpédoborců nizozemského královského námořnictva. Byla to vylepšená varianta torpédoborců třídy Holland. Celkem bylo postaveno osm jednotek této třídy. Nizozemsko je provozovalo v letech 1956–1982. Ve službě je nahradily fregaty třídy Kortenaer. Všechny, mimo Friesland, v letech 1980–1982 odkoupilo Peru, které je vyřadilo do roku 1992.

## Stavba
Celkem bylo postaveno osm jednotek této třídy. Původně byly objednány v rámci třídy Holland, dokončeny ale byly podle modifikovaných plánů. Do stavby se zapojily loděnice Nederlandse Dok- en Scheepsbouw Mij v Amsterdamu, Rotterdamse Droogdok Mij v Rotterdamu, De Schelde ve Vlissingenu a Wilton-Fijenoord ve Schiedamu. Do služby byly zařazeny v letech 1956–1958.
Jednotky třídy Holland:
| Jméno             | Loděnice                            | Založení kýlu | Spuštěna        | Vstup do služby | Osud                                                        |
| ----------------- | ----------------------------------- | ------------- | --------------- | --------------- | ----------------------------------------------------------- |
| Friesland (D812)  | Nederlandse Dok- en Scheepsbouw Mij | 1951          | 21. února 1953  | 22. března 1956 | Vyřazen 1979.                                               |
| Groningen (D813)  | Nederlandse Dok- en Scheepsbouw Mij | 1952          | 9. ledna 1954   | 12. září 1956   | Roku 1981 prodán Peru jako Gálvez, vyřazen 1991.            |
| Limburg (D814)    | De Schelde                          | 1953          | 5. září 1955    | 31. října 1956  | Roku 1980 prodán Peru jako Capitan Quiñones, vyřazen 1992.  |
| Overijssel (D815) | Wilton-Fijenoord                    | 1953          | 8. srpna 1955   | 4. října 1957   | Roku 1982 prodán Peru jako Colonel Bolognesi, vyřazen 1990. |
| Drenthe (D816)    | Nederlandse Dok- en Scheepsbouw Mij | 1954          | 26. března 1955 | 1. srpna 1957   | Roku 1981 prodán Peru jako Guise, vyřazen 1985.             |
| Utrecht (D817)    | De Schelde                          | 1954          | 2. června 1956  | 1. října 1957   | Roku 1980 prodán Peru jako Castilla, vyřazen 1990.          |
| Rotterdam (D818)  | Rotterdamse Droogdok Mij            | 1954          | 26. ledna 1956  | 28. února 1957  | Roku 1981 prodán Peru jako Diez Canseco, vyřazen 1991.      |
| Amsterdam (D819)  | Nederlandse Dok- en Scheepsbouw Mij | 1955          | 25. srpna 1956  | 10. dubna 1958  | Roku 1980 prodán Peru jako Villar, vyřazen 1991.            |

## Konstrukce

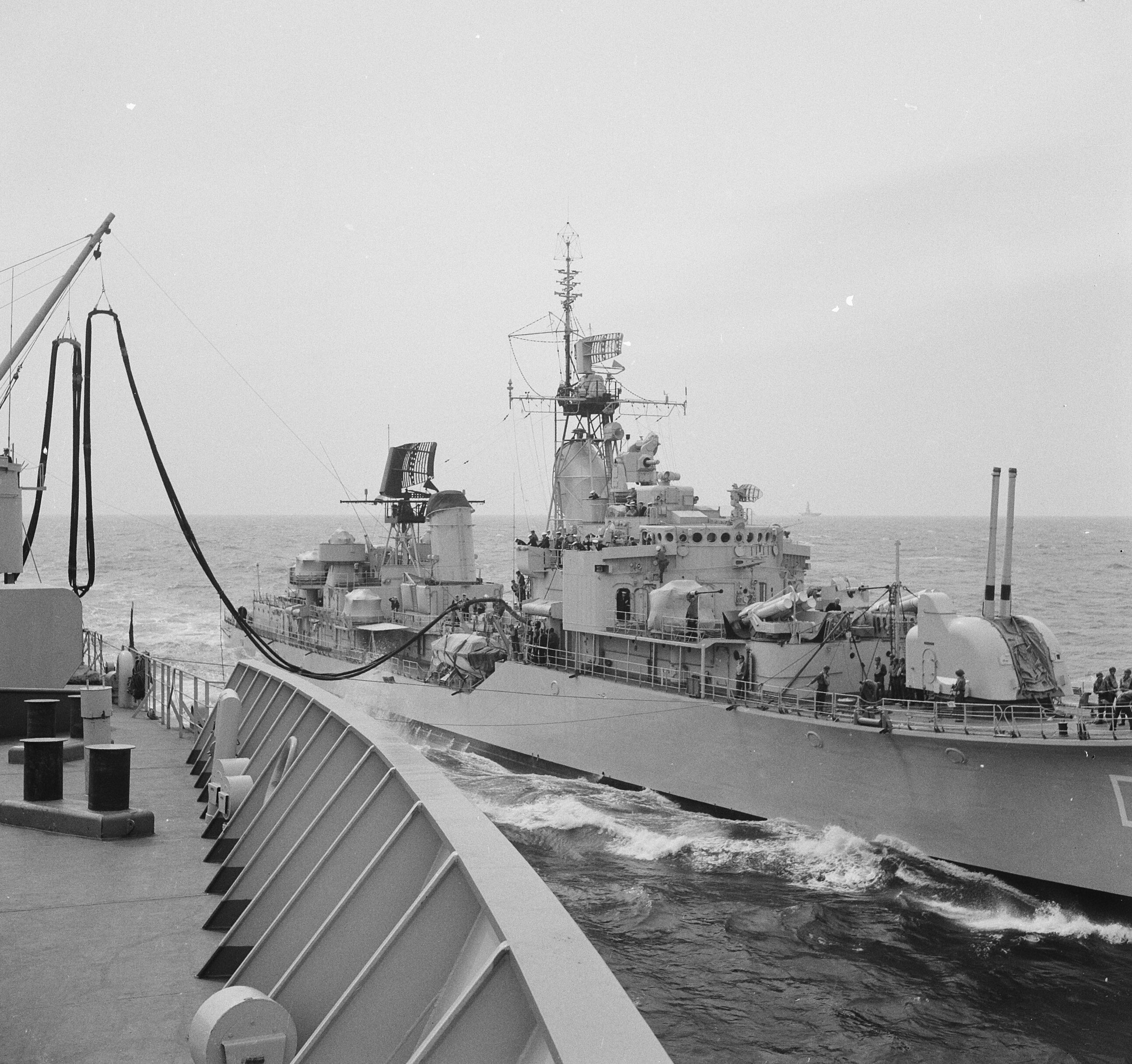
Amsterdam (D819)

Oproti třídě Holland měly větší výtlak, silnější pohonný systém a zesílenou protiletadlovou výzbroj. Nesly radary LW-02, DA-01, ZW-01 a M45 a sonary typů 170B a 162. Hlavní výzbroj tvořily čtyři 120mm kanóny umístěné ve dvouhlavňových věžích, jedné na přídi a druhé na zádi. Doplňovalo je šest 40mm kanónů. Protiponorkovou výzbroj tvořily dva čtyřhlavňové 375mm protiponorkové raketomety Bofors a dva spouštěče hlubinných pum. Pohonný systém tvořily čtyři kotle Babcock & Wilcox a dvě turbíny Werkspoor o výkonu 60 000 hp, pohánějící dva lodní šrouby. Nejvyšší rychlost dosahovala 36 uzlů. Dosah byl 4000 námořních mil při rychlosti 18 uzlů.